# 松田孝志
松田 孝志（まつだ たかし、1965年6月13日 - ）は、愛媛県出身の元競輪選手。日本競輪学校第55期卒業。現役時は日本競輪選手会愛媛支部に所属。選手登録番号11191。師匠は伊藤豊明。
旧登録名は清家 孝志（せいけ たかし）。

## 戦績
松山聖陵高等学校在学中から自転車競技を始め、1983年、ジュニア世界選手権自転車競技大会・スプリント決勝において、ニコライ・コフシュ（ソ連）を破り、日本人選手として同大会初の優勝者となった。
高校卒業後の1984年に日本競輪学校へ第55期生として入学。同期に鈴木誠や郡山久二らがいる中、在校成績は90勝で2位だった。卒業後の1985年5月3日、花月園競輪場でデビューし1着。及び当開催の完全優勝も達成している。
デビュー当時は『世界の清家』と謳われ、その爆発的なパワー先行を武器に、次代の競輪界を背負って立つ逸材と目されたが、強さと脆さが同居するタイプであるがゆえに成績が安定せず、特別競輪で際立った実績は残せなかった。
しかし全盛期を過ぎてからも基本的に自力型のスタイルを貫き、展開が嵌れば高校時代を彷彿とさせる爆発的な捲りを見せて勝利する機会も多く、2014年11月29日には通算500勝を達成した。
その直後、12月12日の岐阜競輪場第3R・A級特選での2着を最後の競走として、12月18日にA2在位のまま選手登録消除。通算成績2528戦501勝。